# Evangelický kostel svatého Marcela
Evangelický kostel svatého Marcela (fr. Église évangélique Saint-Marcel) je kostel v Paříži, který slouží francouzské evangelické luteránské církvi. Nachází se v 5. obvodu v ulici Rue Pierre-Nicole č. 24. Kostel je zasvěcený svatému Marcelovi, jednomu z patronů Paříže.
Zdejší farnost má druhý kostel zasvěcený svaté Trojici na Boulevardu Vincent-Auriol č. 172 ve 13. obvodu.